# Valle Salimbene
Valle Salimbene (La Vàl in dialetto pavese) è un comune italiano di 1 440 abitanti della provincia di Pavia in Lombardia. Si trova nel Pavese meridionale, non lontano dalla riva destra del Ticino presso la confluenza nel Po.

## Storia
La zona di Valle Salimbene fu caratterizzata dalla presenza, a partire dal medioevo, più che di veri paesi, di cascine spesso dotate di ville padronali, che (secondo l'uso locale) già nel XVI-XVII secolo avevano autonomia comunale nonostante le limitate dimensioni. Nel medioevo, il monastero di San Pietro in Verzolo, era proprietario di vasti beni, per lo più fondi agricoli, nella zona. Ciò caratterizza invero un po' tutta la zona nelle immediate vicinanze di Pavia.
Valle Salimbene, nata probabilmente come semplice cascina della famiglia Bottigella, passata poi ai Salimbene, appare nel XVII secolo come comune col nome di Cassina della Valle; faceva parte della Campagna Sottana di Pavia e non era infeudata. Nel 1871 furono aggregati a Valle Salimbene i comuni di Belvedere al Po e Motta San Damiano.
- Il comune di Motta San Damiano (CC F778) si formò nel XVIII secolo con l'unione dei due comuni di Cassina della Motta e di Cassina di San Damiano. Quest'ultima è la località più antica della zona, nota fin dal XII secolo come Sancto Damiano e nel XV secolo come Cassina Sancti Damiani. Era costituita da una sola proprietà, appartenente prima ai Templari e poi all'Ordine di Malta, di cui si conserva l'oratorio romanico, ma non era infeudata. Il comune di Motta San Damiano nel 1871 fu soppresso e unito a Valle Salimbene.

Presentava uno stabilimento di  solfuro di carbonio lavorazione molto tossica del gruppo Châtillon.

### Simboli
Lo stemma e il gonfalone sono stati concessi con DPR dell'11  ottobre 1999.
Il gonfalone è un drappo rettangolare di giallo.

## Società

### Evoluzione demografica
Abitanti censiti

## Geografia antropica

### Frazioni

#### San Leonardo
San Leonardo è una frazione condivisa con il comune di Linarolo. Il paese è attraversato dalla "Via Regina" (una parte della Via Francigena) e si estende in un territorio chiamato, in epoca medievale, "Toxicaria". Nel XVIII secolo il piccolo comune di San Leonardo fu aggregato a quello di Vaccarizza e nel  1872 ai comuni di Linarolo e Valle Salimbene. Cuore del caseggiato è la bellissima chiesa parrocchiale di San Leonardo di Limoges